# K3 (Fernsehserie)
K3 ist eine belgisch-niederländische Zeichentrickserie, die auf der gleichnamigen Mädchen-Popgruppe K3 basiert. Die Serie wurde von Studio 100 produziert.

## Inhalt
Die Zeichentrickserie wurde für den internationalen Markt entwickelt, auf dem die Gruppe K3 nicht bekannt ist. In der für ein Publikum von sechs- bis achtjährigen Kindern entwickelten Serie erleben die drei Sängerinnen einer Popgruppe, Kim, Kate und Kylie, auf einer Welttournee mit ihrem Tourbus, gefahren von ihrem guten Fahrer, allerlei Abenteuer. Die von ihrem Tourmanager Maxime koordinierte Tour, mit dem sie per Videokonferenz in Kontakt stehen, führt sie sogar bis auf die Bahamas.

## Produktion
Die Serie wurde von Eric Cazes inszeniert. Die Charaktere stammen von Gert Verhulst und Hans Bourlon, das Grafikdesign von Jan Van Rijsselberge, die Handlung von Alan Gilbey. Musik und Texte stammen von Miguel Wiels, Peter Gillis und Alain Vande Putte. Für den flämischen und niederländischen Markt werden die Charaktere in Klaasje, Hanne und Marthe umbenannt.
In Frankreich wurde die Serie von M6 und Télétoon+ und in Deutschland von Junior ausgestrahlt.

## Synchronisation
Die deutsche Synchronisation entstand bei der EuroSync GmbH, unter der Dialogregie und nach einem Dialogbuch von Janina Richter.
| Rolle             | Originalsprecher | Deutsche Sprecher |
| ----------------- | ---------------- | ----------------- |
| Kylie             | Mélanie Dermont  | Yvonne Greitzke   |
| Kate              | Aurore Delplace  | Magdalena Turba   |
| Kim               | Claire Beugnies  | Lydia Morgenstern |
| Bodyguard X       | Martin Spinhayer | Tilo Schmitz      |
| Dr. Frank Enstine | -                | Peter Flechtner   |
| JP Piquet         | -                | Bodo Wolf         |